# يورغ يونغ
يورغ يونغ (بالألمانية: Jörg Jung)‏ (22 نوفمبر 1965 بمونشنغلادباخ في ألمانيا - ) هو مدرب كرة قدم ولاعب كرة قدم ألماني في مركز الدفاع. لعب مع ألمانيا آخن وبوروسيا مونشنغلادباخ ونادي فرايبورغ وSC Jülich ‏ و.

## وصلات خارجية
- يورغ يونغ على موقع قاعدة بيانات كرة القدم.إي يو (الإنجليزية)
- يورغ يونغ على موقع بيانات كرة القدم. دي إي (الألمانية)
- يورغ يونغ على موقع عالم كرة القدم.نت (الإنجليزية)